# لوسيا جيلمان
لوسيا جيلمان (3 أغسطس 1937 - 15 فبراير 2021) ممثلة مكسيكية.

## السيرة الشخصية
كانت حياتها المهنية بين عامي 1965 و2016 عملت في المسرح والأفلام والتلفزيون. اشتهرت جيلمان بأدوارها في أفلام: القوى الحية (1975)، طول الحرب (1976) وأغمق من الليل (2014).
ولدت لوسيا غوتيريز بويرتا في مكسيكو سيتي في 3 أغسطس 1937. كانت متزوجة من المعلق راؤول أورفانوس، وأنجبت منه ولدًا. توفي جيلمان في 15 فبراير 2021 في مكسيكو سيتي، عن عمر يناهز 83 عامًا ، من جراء مرض كوفيد 19.